# Dolsenhain
Dolsenhain ist ein Ortsteil der Stadt Frohburg im Süden des Landkreises Leipzig in Sachsen.

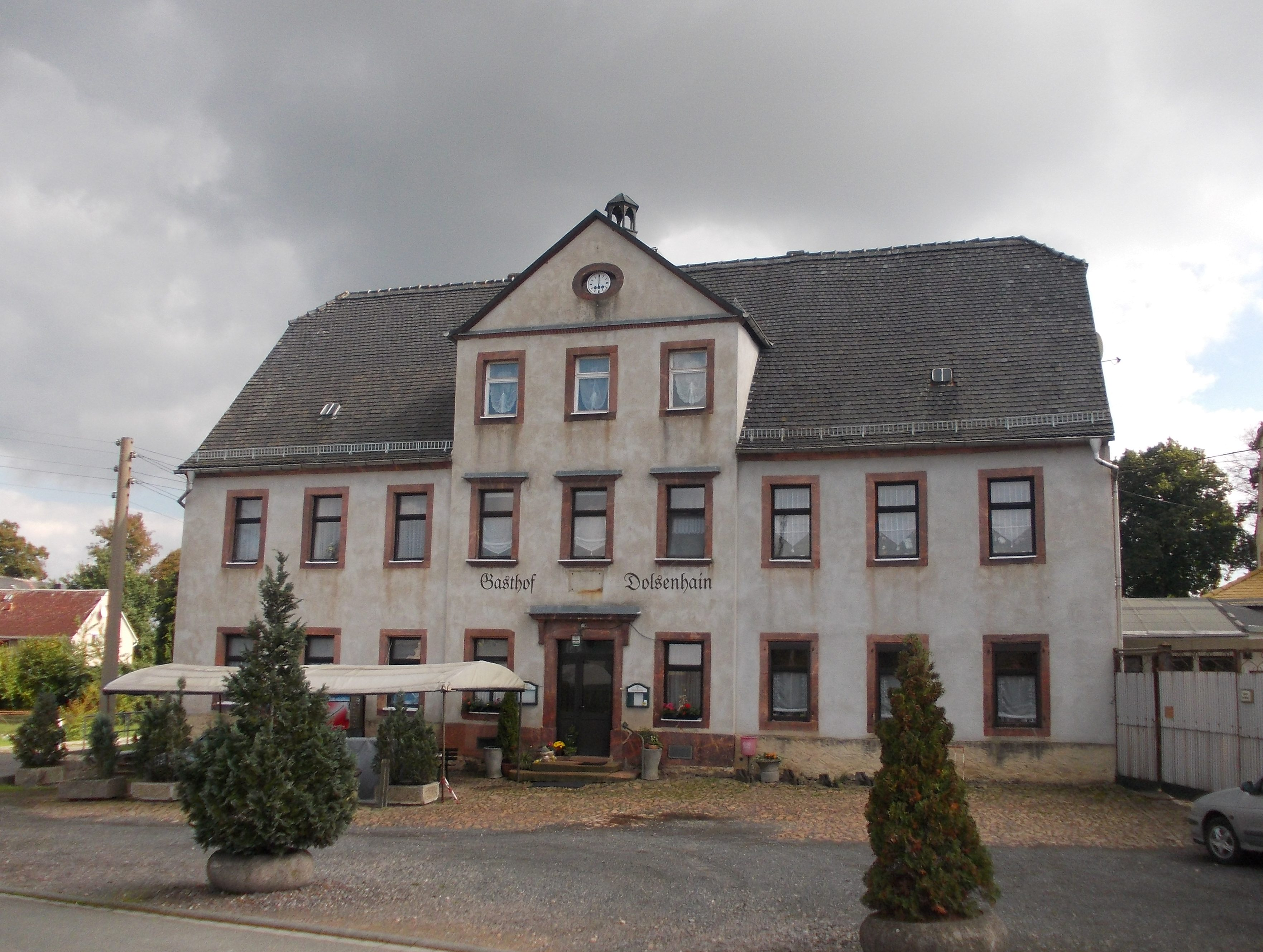
Der historische Gasthof

## Geografie
Das Dorf liegt in einem Hügelland. Die Nachbarorte sind Frohburg, Gnandstein, Altmörbitz und Bocka.

### Physiognomie
Das Dorf weist eine breite Ortsdurchfahrt auf, an der viele Familienhäuser stehen. Von dieser Hauptstraße gehen kurze Nebenstraßen ab. Rund um das Dorf sind große Feldflächen vorzufinden.

### Relief
Die Flur von Dolsenhain weist ein Gefälle auf. Im Nordwesten liegt sie 208 Meter über NN, im Südosten sind es 244 Meter. Im Norden gibt es aber auch eine Höhe von nur 180 Meter über NN.

### Klima
Klimatisch weist der Ort eine Besonderheit auf, weil an ihn eine Klimascheide, das Stöckigt, grenzt. Wenn man dem Verlauf der Bundesstraße 95 weiter nach Norden folgt und ein Waldstück zwischen Dolsenhain und Frohburg passiert, das Stöckigt, stößt man danach in der Regel auf mildere Temperaturen.

## Geschichte
Die Geschichte des Ortes ist bisher wenig erforscht. Sie stand stets im Schatten der Geschichte Gnandsteins.
Dolsenhain entstand vermutlich im 12. Jahrhundert im Zuge von einer Rodungsaktion von Waldgebieten durch fränkisch-sächsische und sorbische Bauern als Waldhufendorf. Frühe Ortsnamenformen in Urkunden waren 1363 Dulsenaw, 1441 Dolnßenaw, und 1551 Dolsenhayn. Man nimmt an, dass im 13. Jahrhundert Dolsenhain unter Herrschaft der Burg Gnandstein kam. Für das Jahr 1487 ist die Belehnung des Ritters Heinrich von Einsiedel mit Dolsenhain und Wüstenhain belegt. Für das Jahr 1551 wurden für Dolsenhain 26 Besessene Männer 54 Einwohner erwähnt. Dolsenhain war schriftsässiges Rittergut im kursächsischen Amt Borna und hatte 1764 26 besessene(r) Mann, 16 Häusler und 12 Hufen je 12 Acker. 1789 wurden 12 Hufen mit 143 Einwohnern, 28 Pferde, 128 Kühe und 130 Schafe im Ort bezeugt.
1863 wurde ein Gesangsverein im Dorf gegründet. 1897 folgte die Gründung des königlich-sächsischen Militärvereins Dolsenhain und Umgegend. Im Jahre 1907 wurde im Ort eine Fernsprechstelle eingerichtet und 1911 wurde Dolsenhain Mitglied im „Elektrizitätsverband Borna-Grimma-Rochlitz“.
Die Fernstraße Leipzig–Chemnitz wurde 1934 begradigt und verbreitert. Erst 1951 erhielt Dolsenhain eine Wasserleitung, wobei auch die Ortsbeleuchtung instand gesetzt wurde.
Im Rahmen der Kollektivierung und Industrialisierung der Landwirtschaft kam es 1959 Gründung der LPG Typ I „Albrecht Thaer“ in Dolsenhain. Die Sparte Kleingärtner entstand 1963 und 1967/68 wurde das Kulturhaus gebaut.
Die Dolsenhainer LPG fusionierte 1976 mit der Rüdigsdorfer LPG „Karl Marx“. Die Brücke, über die die Bundesstraße 95 führt, wurde 2003 instand gesetzt.
Am 1. April 1996 wurde Dolsenhain zu einem Ortsteil von Kohren-Sahlis. Seit dem 1. Januar 2018 gehört der Ort zur Stadt Frohburg.

## Entwicklung der Einwohnerzahl
| Jahr | Einwohnerzahl                           |
| ---- | --------------------------------------- |
| 1551 | 26 besessene Mann, 54 Inwohner          |
| 1764 | 26 besessene Mann, 16 Häusler, 12 Hufen |
| 1834 | 246                                     |
| 1871 | 302                                     |

| Jahr | Einwohnerzahl |
| ---- | ------------- |
| 1890 | 312           |
| 1910 | 301           |
| 1925 | 327           |
| 1939 | 255           |

| Jahr | Einwohnerzahl |
| ---- | ------------- |
| 1946 | 377           |
| 1950 | 371           |
| 1964 | 307           |
| 1990 | 271           |

## Wirtschaft
Dolsenhain ist von der Landwirtschaft geprägt, rund um den Ort befinden sich große Ackerflächen. Außerdem gibt es nördlich des Ortes ein Gewerbegebiet mit drei ansässigen Betrieben.

### Verkehr
Dolsenhain liegt an der Staatsstraße 51, die eine direkte Verbindung nach Leipzig über die Kreisstadt Borna und Chemnitz bildet, jeweils über die Bundesautobahn 72. Seit 2003 wird der Verkehr der S 51 über eine Brücke in der Altenburger Straße geleitet. Weiterhin gibt es Ortsverbindungen nach Kohren-Sahlis und Windischleuba in Thüringen.

## Persönlichkeiten
- Emil Weiske (1867–1950), Landwirt, Naturforscher, Forschungsreisender und Naturalienhändler